# Palazzo dell'Aeronautica (Milano)
Il palazzo dell'Aeronautica è un edificio storico di Milano in stile monumentalista situato in piazza Novelli al civico 1 e appartenente all'Aeronautica Militare, da cui il nome.

## Storia
Nel 1935 il comune di Milano affidò il progetto di un nuovo palazzo per la Regia Aeronautica dall'architetto Luigi Lorenzo Secchi. 
Il complesso edilizio è stato costruito tra il 1938 e il 1941 fra il gennaio ed il giugno dello stesso anno, quando divenne sede della 1ª Squadra aerea. L'inaugurazione del complesso si tenne il 5 giugno 1943, anche se le opere di finitura furono completate a guerra finita, nel 1948. Particolarità di questo, come di numerosi altri edifici dell'epoca, era l'uso di materiali prevalentemente nazionali e la riduzione al minimo dell'uso di materiali metallici. In particolare, il progettista si attenne alle circolari ministeriali che obbligavano all'uso esclusivo di marmi apuani.
Divenne sede dello Stato Maggiore della Aeronautica Nazionale Repubblicana dal settembre 1944 fino al 27 aprile 1945 quando fu rifugio per centinaia di militari tedeschi dal 25 al 28 aprile 1945.
Nel dopoguerra fu sede del Comando 1ª Zona Aerea Territoriale dell'Aeronautica Militare.
Dal 28 marzo 1961 è sede del Comando 1ª regione aerea.

## Descrizione
Esso si presenta con una forma trapezoidale, e occupa gran parte dell'isolato delimitato da via Gaio, viale dei Mille, via Giovan Battista Tiepolo e via Andrea Verrocchio. Esso è costituito da edifici in linea, su griglia di pilastri in calcestruzzo armato e muri di tamponamento in laterizio, dalla copertura generalmente piana.
La struttura è la composizione di quattro edifici: il palazzo del Comando e il palazzo dei Generali (destinato agli alloggi di comandanti e capi di stato maggiore), con ingresso principale sulla piazza Novelli, e due caserme, alle quali si accede da una via laterale.
Il palazzo del Comando, a cinque piani, è l'edificio più esteso, composto a sua volta da una sezione rettilinea lungo via Verrocchio e una curva all'inizio di via Gaio, separate tra loro dalla torre marmorea sulla piazza, nella quale si aprono due portali di accesso all'atrio d'onore. Con la sua mole, esso ordina i rapporti di scala dell'intero isolato.
Il palazzo dei Generali, che si affaccia lungo via Gaio, persegue il linguaggio stilistico del Comando con l'uso del mattone a vista, privandosi però della copertura lapidea in una maggiore dimostrazione di sobrietà e compattezza, essendo peraltro di un piano più basso del precedente. Le facciate in laterizio sono aperte da finestre bordate in marmo, e comprende un loggiato al terzo livello racchiuso da colonne binate in travertino.
Le retrostanti caserme, accessibili dalle vie Verrocchio e Tiepolo, riprendono lo stile architettonico generale con alte bordature lapidee, fasce marcapiano in marmo, ampie finestre regolari, e una tessitura in laterizio accentuata dalla bugnatura.
Il complesso ospita anche una cappella dedicata alla Vergine Lauretana, patrona degli aviatori, con ingresso su via Gaio.

## Galleria d'immagini

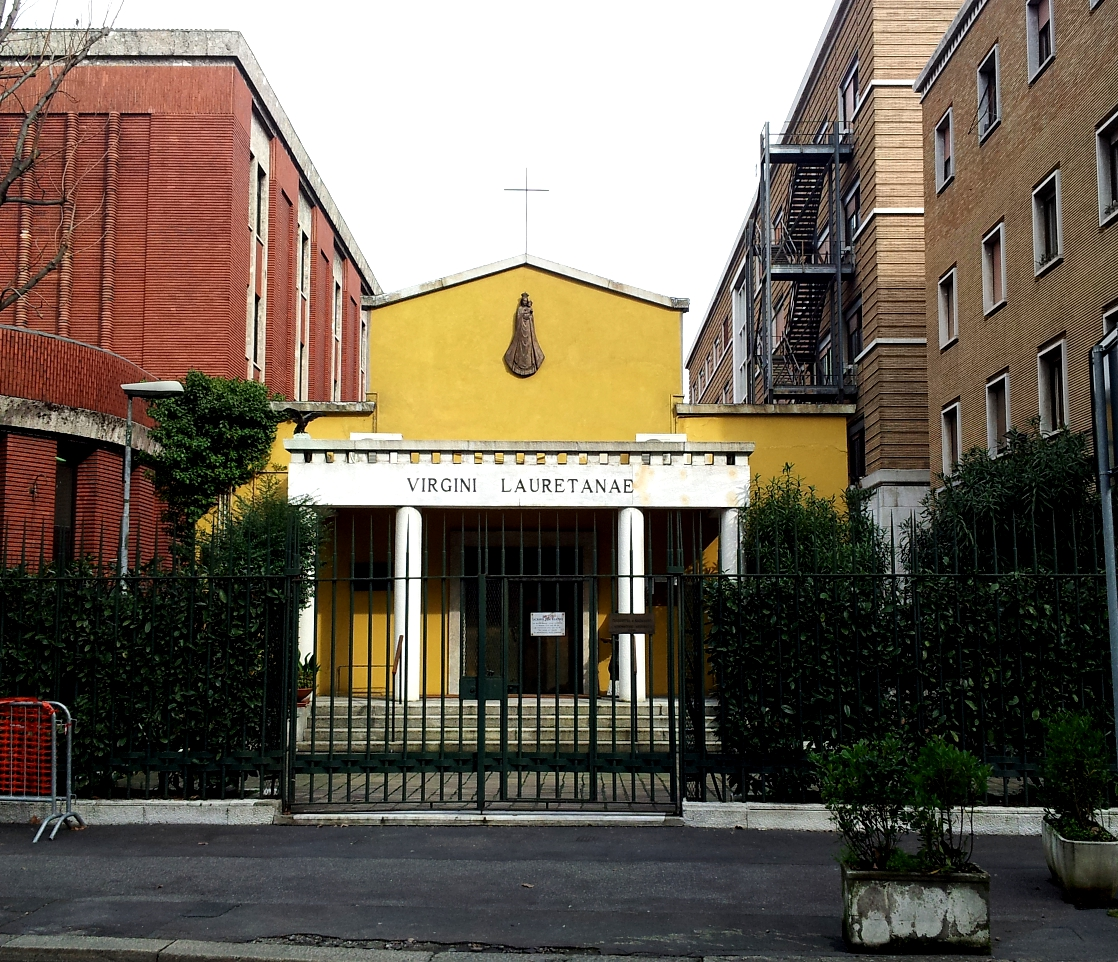
La cappella dedicata alla Vergine di Loreto.
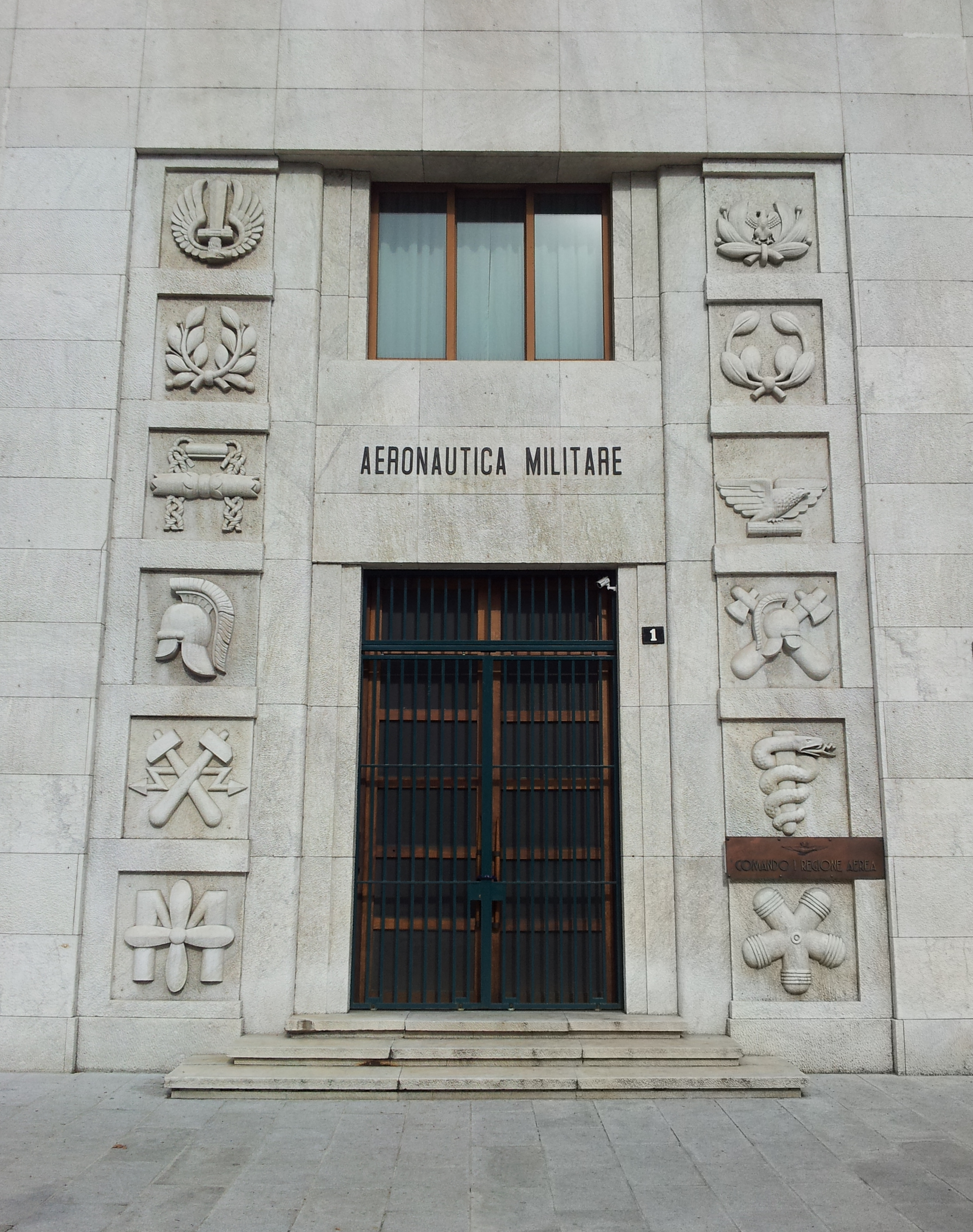
Il portale d'ingresso all'atrio d'onore.
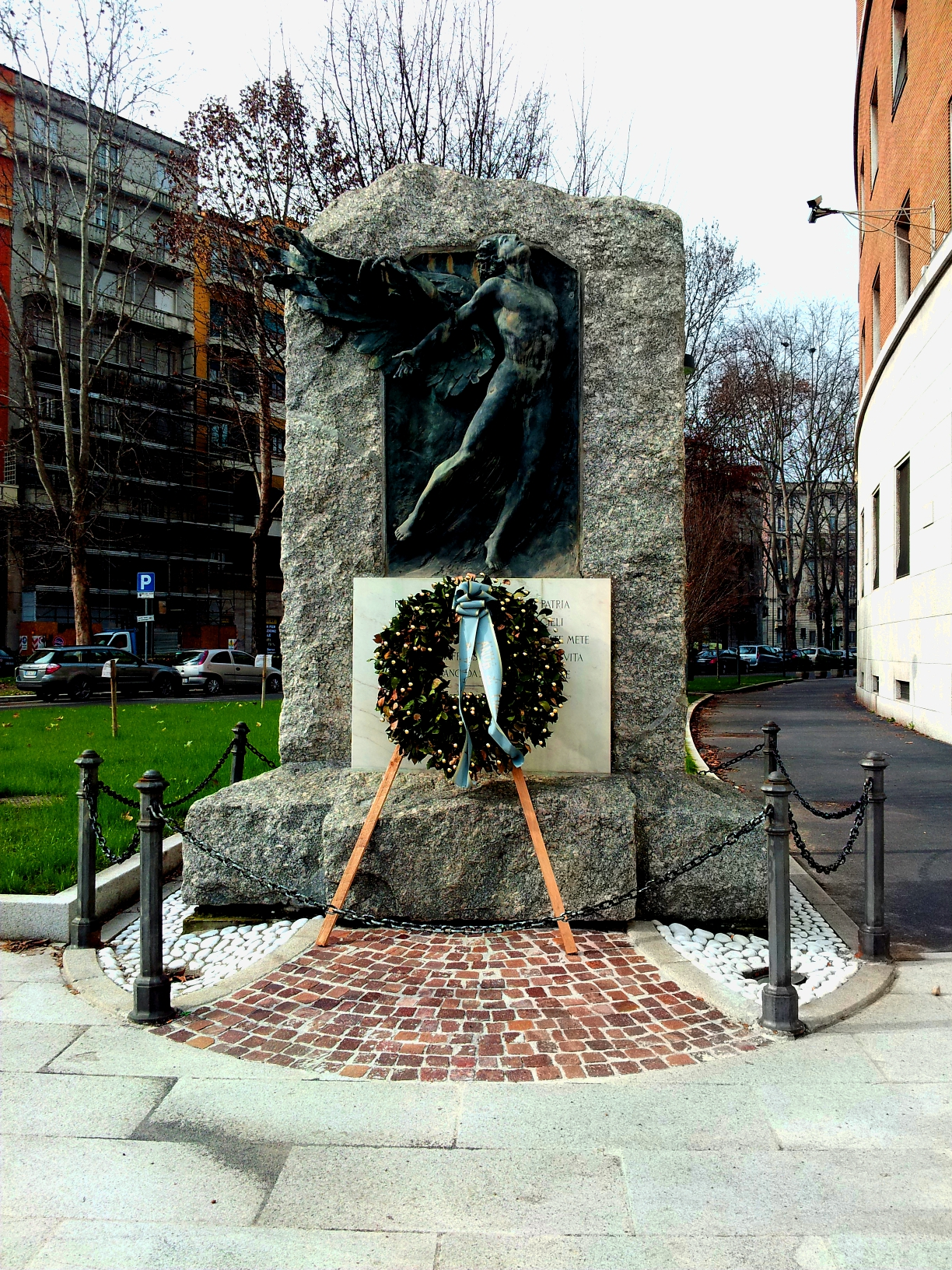
Il monumento agli Aviatori Caduti, trasferito nel 2005 da Cascina Malpensa.